# Star Karaorman
Star Karaorman (makedonsky: Стар Караорман) je vesnice v Severní Makedonii. Nachází se v opštině Štip ve Východním regionu.

## Geografie
Vesnice se nachází na levém břehu řeky Bregalnica a od města Štip je vzdálená 4,5 km. Leží v nadmořské výšce 290 metrů.

## Historie
Na konci 19. století byla vesnice součástí Osmanské říše. Podle bulharského spisovatele a etnografa Vasila Kančova žilo v roce 1900 ve vesnici 42 obyvatel makedonské národnosti.
Během 20. století byla vesnice součástí Jugoslávie, konkrétně Socialistické republiky Makedonie.

## Demografie
Podle sčítání lidu z roku 2002 žije ve vesnici 911 obyvatel. Etnické složení je:
- Makedonci = 840
- Valaši = 67
- Srbové = 3
- ostatní = 1

| Rok          | 1900 | 1905 | 1948 | 1953 | 1961 | 1971 | 1981 | 1991 | 1994 | 2002 |
| ------------ | ---- | ---- | ---- | ---- | ---- | ---- | ---- | ---- | ---- | ---- |
| Obyvatelstvo | 42   | 48   | 958  | 291  | 374  | 425  | 611  | 863  | 893  | 911  |